# Pseudogalepsus dispar
Pseudogalepsus dispar är en bönsyrseart som beskrevs av Werner 1907. Pseudogalepsus dispar ingår i släktet Pseudogalepsus och familjen Tarachodidae. Inga underarter finns listade i Catalogue of Life.